# Lijst van voetbalinterlands Slovenië - Verenigde Arabische Emiraten
Deze lijst van voetbalinterlands is een overzicht van alle officiële voetbalwedstrijden tussen de nationale teams van Slovenië en de Verenigde Arabische Emiraten. De landen speelden tot op heden twee keer tegen elkaar. Het eerste duel, een vriendschappelijke wedstrijd, werd gespeeld in Ljubljana op 21 mei 1996. De laatste ontmoeting, eveneens een vriendschappelijke wedstrijd, vond plaats op 19 februari 2000 in Muscat (Oman).

## Wedstrijden
| № | Plaats    | Datum            | Competitie        | Wedstrijd                               | Uitslag |
| - | --------- | ---------------- | ----------------- | --------------------------------------- | ------- |
| 1 | Ljubljana | 21 mei 1996      | Vriendschappelijk | Slovenië – Verenigde Arabische Emiraten | 2 – 2   |
| 2 | Muscat    | 19 februari 2000 | Vriendschappelijk | Verenigde Arabische Emiraten – Slovenië | 1 – 1   |

## Samenvatting
| Competitie        | Totaal gespeeld | Winst Slovenië | Gelijk | Winst V.A.E. | Doelsaldo Slovenië – V.A.E. |
| ----------------- | --------------- | -------------- | ------ | ------------ | --------------------------- |
| Vriendschappelijk | 2               | 0              | 2      | 0            | 3 – 3                       |
| Totaal            | 2               | 0              | 2      | 0            | 3 – 3                       |

## Details

### Eerste ontmoeting
De eerste ontmoeting tussen de nationale voetbalploegen van Slovenië en de Verenigde Arabische Emiraten vond plaats op 21 mei 1996. Het vriendschappelijke duel, bijgewoond door 2.500 toeschouwers, werd gespeeld in het Centralni Stadion za Bežigradom in Ljubljana, en stond onder leiding van scheidsrechter Mateo Beusan uit Kroatië. Hij deelde drie gele kaarten uit. Bij Slovenië maakten twee spelers hun debuut voor de nationale ploeg: Miran Srebrnič (HIT Nova Gorica) en Amir Karič (NK Branik Maribor).
| Vriendschappelijk (Ljubljana, Slovenië, 21 mei 1996): |              | |
| Slovenië | 2 – 2        | Verenigde Arabische Emiraten |
| Ermin Šiljak 57' Amir Karič 60' | goals        | 48' Bakhit Zouhir 50' Sa'ad Bakhit |
| Zdenko Verdenik | bondscoach   | Tomislav Ivić |
| Boško Boškovič Marinko Galič Aleš Križan Miran Srebrnič 46' Alfred Jermaniš Vili Bečaj 46' Mladen Rudonja Igor Benedejčič Zlatko Zahovič 46' Matjaž Florjančič Ermin Šiljak 75' | opstellingen | Rachid Jumaa 75' Jasim Toufig Abdul Rahman Husein Yousuf Ismael Rashid Mohamed Ali 67' Adnan Al-Talyiani Hasan Ali Munthir 58' Khamis Sa'ad Bakhit Zouhir Sa'ad Bakhit |
| Franc Cifer 46' Amir Karič 46' Vladimir Kokol 46' Sandi Valentinčič 75' | wissels      | 58' Mattar Issa 67' Abdellaziz Mohamed 75' Abdullah Salem |
| Aleš Križan ??' Amir Karič ??' | gele kaarten | 65' Sa'ad Bakhit |

### Tweede ontmoeting
De tweede ontmoeting tussen de nationale voetbalploegen van Slovenië en de Verenigde Arabische Emiraten vond plaats op 20 februari 2000. Het vriendschappelijke duel, bijgewoond door 500 toeschouwers, werd gespeeld in het Sultan Qaboos Sports Complex in Muscat, en stond onder leiding van scheidsrechter Yousef Fadhil uit Oman. Hij deelde drie gele kaarten uit.
| Vriendschappelijk (Muscat, Oman, 19 februari 2000): |              | |
| Verenigde Arabische Emiraten | 1 – 1        | Slovenië |
| Yassir Salim 87' | goals        | 83' Sašo Udovič |
| Abdullah Masfar | bondscoach   | Srečko Katanec |
| Abdul Rahim Juma Abdulsalam Juma Ismail Rashid Jaleel Abdulrahman Mohamed Ibrahim Yassir Salim Abdullah Issa Yousef Hassan 78' Fahad Masoud Matiz Abdullah Said Al Qas 74' | opstellingen | 46' Marko Simeunovič 46' Amir Karič Mladen Rudonja 46' Darko Milanič Marinko Galič 59' Aleksander Knavs Džoni Novak 59' Aleš Čeh Milan Osterc 46' Zlatko Zahovič Miran Pavlin |
| Haider Aloo Ali 74' Gharib Harib 78' | wissels      | 46' Mladen Dabanovič 46' Željko Milinovič 46' Milenko Ačimovič 59' Rudi Istenič 59' Spasoje Bulajič                                                                           |
| Fahad Masoud 90' | gele kaarten | 34' Amir Karič 88' Marinko Galič |

NZS · A-internationals · Bondscoaches · Selecties · Statistieken · Sloveens vrouwenelftal · Olympisch elftal · Slovenië U21 · Slovenië U20 · Slovenië U19 · Slovenië U18 · Slovenië U17 · Slovenië U16
1991 – 1999 ·
2000 – 2009 ·
2010 – 2019 ·
2020 − 2029
EK's: 1996 · 
2000 · 
2004 · 
2008 · 
2012 · 
2016 · 
2020 · 
2024
WK's: 1998 · 
2002 · 
2006 · 
2010 · 
2014 · 
2018 ·
2022
1991 · 
1992 · 
1993 · 
1994 · 
1995 · 
1996 · 
1997 · 
1998 · 
1999 · 
2000 · 
2001 · 
2002 · 
2003 · 
2004 · 
2005 · 
2006 · 
2007 · 
2008 · 
2009 · 
2010 · 
2011 · 
2012 · 
2013 · 
2014 · 
2015 · 
2016 · 
2017 · 
2018 ·
2019 ·
2020 ·
2021 ·
2022 ·
2023 ·
2024
Albanië ·
Algerije ·
Argentinië ·
Armenië ·
Australië ·
Azerbeidzjan ·
België ·
Bosnië en Herzegovina ·
Bulgarije ·
Canada ·
China ·
Colombia ·
Cyprus ·
Denemarken ·
Duitsland ·
Engeland ·
Estland ·
Faeröer ·
 Finland ·
Frankrijk ·
Georgië ·
Ghana ·
Gibraltar ·
Griekenland ·
Honduras ·
Hongarije ·
IJsland ·
Israël ·
Italië ·
Ivoorkust ·
Joegoslavië ·
Kazachstan ·
Kosovo ·
Kroatië ·
Letland ·
Litouwen ·
Luxemburg ·
Malta ·
Mexico ·
Moldavië ·
Montenegro ·
Nederland ·
Nieuw-Zeeland ·
Noord-Ierland ·
Noord-Macedonië ·
Noorwegen ·
Oekraïne ·
Oman ·
Oostenrijk ·
Paraguay ·
Polen ·
Portugal ·
Qatar ·
Roemenië ·
Rusland ·
San Marino ·
Saoedi-Arabië ·
Schotland ·
Servië ·
Servië en Montenegro ·
Slowakije ·
Spanje ·
Trinidad en Tobago ·
Tsjechië ·
Tunesië ·
Turkije · 
Uruguay ·
Verenigde Arabische Emiraten ·
Verenigde Staten ·
Wales ·
Wit-Rusland ·
Zuid-Afrika ·
Zweden ·
Zwitserland
Algerije (2010) · 
Engeland (2010) · 
Paraguay (2002) · 
Spanje (2002) · 
Verenigde Staten (2010) · 
Zuid-Afrika (2002)
UAEFA · A-internationals · Bondscoaches · Statistieken · Olympisch elftal · Vrouwenelftal van de Verenigde Arabische Emiraten · VA Emiraten U21 · VA Emiraten U19 · VA Emiraten U17
1972 – 1979 ·
1980 – 1989 ·
1990 – 1999 ·
2000 – 2009 ·
2010 – 2019 ·
2020 − 2029
OS 2012
Algerije ·
Andorra ·
Angola ·
Argentinië ·
Armenië ·
Australië ·
Azerbeidzjan ·
Bahrein ·
Bangladesh ·
Benin ·
Bolivia ·
Brazilië ·
Brunei ·
Bulgarije ·
Chili ·
China ·
Colombia ·
Costa Rica ·
Denemarken ·
Dominicaanse Republiek ·
Duitsland ·
Egypte ·
Estland ·
Filipijnen ·
Finland ·
Gabon ·
Gambia ·
Georgië ·
Haïti ·
Honduras ·
Hongarije ·
Hongkong ·
IJsland ·
India ·
Indonesië ·
Irak ·
Iran ·
Japan ·
Jemen ·
Joegoslavië ·
Jordanië ·
Kazachstan ·
Kenia ·
Kirgizië ·
Koeweit ·
Laos ·
Libanon ·
Libië ·
Litouwen ·
Maleisië ·
Malta ·
Marokko ·
Mauritanië ·
Moldavië ·
Myanmar ·
Nepal ·
Nieuw-Zeeland ·
Noord-Korea ·
Noorwegen ·
Oekraïne ·
Oezbekistan ·
Oman ·
Oost-Timor ·
Pakistan ·
Palestina ·
Paraguay ·
Peru ·
Polen ·
Qatar ·
Roemenië ·
Rusland ·
Saoedi-Arabië ·
Senegal ·
Singapore ·
Slovenië ·
Slowakije ·
Soedan ·
Sri Lanka ·
Syrië ·
Tadzjikistan ·
Thailand ·
Togo ·
Trinidad en Tobago ·
Tsjechië ·
Tunesië ·
Turkmenistan ·
Uruguay ·
Venezuela ·
Vietnam ·
Wit-Rusland ·
Zuid-Afrika ·
Zuid-Korea ·
Zweden ·
Zwitserland